# 18745 Сан-Педро
18745 Сан-Педро (18745 San Pedro) — астероїд головного поясу, відкритий 23 січня 1999 року.
Тіссеранів параметр щодо Юпітера — 3,359.